# دون كاليس
 دونالد كاليس (من مواليد 13 أكتوبر 1963) هو معلق كندي محترف في مجال المصارعة، ومصارع ومدير محترف سابق. اشتهر بظهوره مع دبليو دبليو اي باسم ذا جاكيل ومع اي سي دبليو باسم سايرس.  اعتبارًا من 5 ديسمبر 2017، تم تعيين كاليس من قبل اتحاد امباكت ريسلينج كنائب رئيس ومعلق، بينما كان يعمل أيضًا في نيو جابان برو ريسلينج (NJPW) كمعلق على ان جي بي دبليو ورلد ‏.

## مهنة مصارعة المحترفين

### ويست فور ريسلينج اليانز / النترناشونال ريسلينج اليانز (منذ 1989 حتي 1998)
تم تدريب كاليس من قبل المصارع توني كونديلو في مانيتوبا، الذي ظهر لأول مرة في عام 1989 في اتحاد كونديلو ويست فور ريسلينج اليانز تحت اسم ولادته. في وقت لاحق من ذلك العام، استخدم كاليس اسم الحلبة «ذا ناتشيرال». في مايو 1991، فاز كاليس ببطولة الوزن الثقيل الكندية WFWA . بين عامي 1991 و 1994، حيث حقق البطولة أربع مرات. في عام 1994، تم تغيير اسم ويست فور ريسلينج اليانز / النترناشونال ريسلينج اليانز حقق كاليس بطولة الاتحاد باسمها الجديد IWA للوزن الثقيل مرتين في عام 1996.
في عام 1992، تصارع كاليس لصالح اتحاد Lutte Lanaudière ومقره كيبيك باسم «الجنرال»، كفريق واحد مع ايل ديابليرو في تحت اسم «فريق جيت سيت». حققوا بطولة Lutte Lanaudière للفرق لمدة ثمانية أشهر.

### اتحاد دبليو دبليو اف

#### لجنة الحقيقة (1996 – 1998)
تلقى كاليس مباراة تجريبية مع الاتحاد العالمي للمصارعة (WWF) في عام 1996 وتم التوقيع معه في النهاية لتشكيل فريق مع ريك مارتيل تحت اسم «الموديلز». عندما غادر مارتل إلى WCW ، ترك دون ابداء اسباب لمغادرته.
في 20 سبتمبر 1997، ظهر كاليس في الدبليو دبليو اف باسم «ابن آوى أو ذا جاكيل»، وهو عضو (وقائد) في مجموعة من المصارعين المعروفين باسم «فريق لجنة الحقيقة ‏» (لجنة الحقيقة والمصالحة بجنوب إفريقيا). في مقال في مجلة WWF أنه كان موظفًا بمستوى منخفض خلال أوائل التسعينيات، وأنه طور مجمع يهودي مسيحي عندما قاد مجموعة من نجوم WWF خارج الكويت عندما تقطعت بهم السبل هناك أثناء حرب الخليج. في محاولة للتعبير عن حيلة ذا جاكيل اعتباره متعصبا يتمتع بالكاريزما المتعطشة للسلطة، أشار إليه المعلق جيم روس في كثير من الأحيان باسم «ديفيد كوريش من الاتحاد العالمي للمصارعة». في بعض الأحيان كان ذا جاكيل يتنافس في مباريات الفردي بشكل أساسي في عروض Shotgun Saturday Night والعروض المحلية. ما إن قاتل ذا جاكيل في مسقط رأسه، وينيبيغ، بصفته الجنرال، ضد جيم نيدهارت وخسر المباراة. لم يكن الإسطبل ناجحًا بشكل خاص، حيث كان أكبر إنجاز له هو فوزه على فريق تلاميذ نهاية العالم في عرض سرفايفر سيريس 1997 . في ريسيلمنيا XIV ، أمر ذا جاكيل كورجان بمهاجمة ريكون والسنيبر في مباراة الباتل رويال الخاصة بالفرق وهذا تسبب في حل الإسطبل.

#### الشذوذون والخرافون (1998 – 1999)
عاد كاليس للظهور علي التلفزيون مع اتحاد دبليو دبليو اف في عام 1998، وشكل فريق جديد يعرف باسم «موكب الشذوذ الإنساني ‏». تألفت المجموعة من مصارعين «غريبين الاطوار»، بما في ذلك «جولجا» (وهو ملثم جون تينتا ‏ الملقب زلزال) وكورجان، وكان لهما مدخل موسيقي يقوم به المهرج المجنون. هذا الفريق لم يدم طويلا، وكاليس في نهاية المطاف إدارة فريق الاستبل الجديد من فاروق وبرادشو، الاه بي ايه، حتى تم طرده من قبل WWF. يدعي كاليس أنه تم طرده من قبل بروس برايتشارد لأنه «فضل نفسه على حساب المواهب التي يديرها».

### اتحاد اكستريم تشامبيون شيب ريسلينج (1999-2001)
في منتصف عام 1999، ظهر كاليس لأول مرة في ECW باسم سايرس الفايروس (اسم تم استعارته من فيلم كون اير عام 1997)، وهو معلق ذو وسيلة للتحايل مشابهة لاسم شخصيته في WWF. كان يظهر حصرياً في عروض الدفع مقابل المشاهدة مع جوي ستايلز ‏. مع تصاعد المشكلات بين اتحاد ECW وشبكة تي ان ان الخاصة بهم، تم تقديم سايرس بعد ذلك للعمل مع الشبكة، تحت لقب سايروس فقط. مثلت شخصيته العديد من المشاكل الحقيقية بين ECW و TNN في تلك المرحلة، لأنه انتقد باستمرار الطبيعة العنيفة لبرامج ECW. كما ظهر في برنامجي RollerJam و Rockin 'Bowl ، وهما برنامجان على الشبكة احتقرهما مشجعو ECW على حد سواء، نظرًا لشبكة منحتهم معاملة تفضيلية على الرغم من تقييمات سيئة مقارنة مع ECW. وأشار إلى جويل جيرتنر ‏ لاتخاذ تدابير تأديبية، من بين أمور أخرى بسبب غيرتنر «انه فضل نفسه على حساب المواهب»، والذي كان السبب المشكوك فيه لطرده ذا جاكيل من الدبليو دبليو اف. 
بعد ذلك عرض سايروس السلطة في ECW بسبب موقعه التنفيذي مع الشبكة، حيث يعمل كمكروه ضد مشجعي المحبيين للـ ECW (كمحبوبين)، ولكن أيضًا لإرضاء الشبكة عن طريق منع المحتوى البذيء (مثل تبادل الاهانات). تعاون سايروس مع ستيف كورينو المناهض للهاردكور، وشكل في نهاية المطاف فريق مع كورينو ومديره جاك فيكتوري يوشيهيرو تاجيري ‏ ورينو. كانت تعرف مجتمعة باسم فريق الشبكة ‏. شارك في نزاع طويل الأمد مع المعلق جويل جيرتنر، والذي فاز بمباراة يوم 1 أكتوبر 2000 في عرض Anarchy Rulz 2000
بعد ذلك، أصبح سايرس (محبوب) بإلغاء عرض ECW على TNN (حيث انه سيتم إلغاء العرض قريبًا بشكل شرعي، لصالح عرض الرو). سيستمر سايروس بعد ذلك في مساعدة راينو في الفوز بأول بطولة أي سي دبليو عالم للوزن الثقيل الخاصة به في عرض، Guilty as Charged 2001 . الذي اعلنت ECW الإفلاس بعده بفترة وجيزة.

### الاتحادات المحلية المستقلة (منذ 2001 حتي 2003)
مع اختفاء ECW وبطولة العالم للمصارعة التي اشتراهما مكمان، عاد كاليس إلى الجامعة، وحصل في نهاية المطاف على ماجستير في إدارة الأعمال. كما قام بإدارة معسكر No Holds Barred Wrestling Camp لفترة وجيزة، وهو معسكر تدريبي للمصارعة في وينيبيغ. تصارع كاليس أيضًا على الدائرة المستقلة، ويظهر بشكل أساسي في اتحادات المصارعة الكندية مثل Prairie Wrestling Association و Pro Outlaw Wrestling و Top Rope Championship Wrestling. من 2001 إلى 2002، ظهر في اتحاد Border City Wrestling ، حيث كان يحمل بطولة فريق BCW Can-Am Tag Team مع تيري تايلور.  
في 13 يوليو 2018، تم الإعلان عن قيام دون كاليس بالتعليق على بث عرض اول اين ‏ مع إيان ريكابوني، شون موني، إكسكاليبور، أليسيا أتوت، جاستن روبرتس، وبوبي كروز 

### اتحاد توتال نون ستوب اكشن ريسلينج (2003-2004)
في عام 2003، ظهرت Callis لأول مرة في توتال نون ستوب اكشن ريسلينج (TNA) كـ «مستشار إداري». خلال هذا الوقت، ادعى الفضل في إنشاء مباراة Ultimate X ، والتي قال إنه ابتكرها لتسوية الخلاف حول من كان بطل X Division مرة واحدة وإلى الأبد. شارك في صراع على السلطة مع مدير السلطة آنذاك إريك واتس واستخدم قوته لجعل الحياة صعبة على جيري لين، وتغريمه وتعليقه بشكل متكرر. في 28 يناير 2004، نجح كاليس في طرد واتس من TNA عندما هزمه في مباراة للسيطرة على TNA ، على الرغم من أنه غادر الشركة بهدوء بعد ذلك.

### التقاعد (2004-2017)
غادر كاليس TNA بشروط جيدة في وقت لاحق من ذلك العام، بعد أن عرض عليه وظيفة في التجارة الدولية استفاد من درجة الماجستير في إدارة الأعمال. على الرغم من تقاعده بشكل عام من المصارعة المحترفة، ظهر كاليس في عرض لم الشمل الخاص باتحاد أي سي دبليو في 2005، Hardcore Homecoming في 10 يونيو 2005.
كما قام كاليس بكتابة أعمدة مصارعة أسبوعية لمجموعة Sun الإعلامية وشارك في استضافة برنامج إذاعي محلي لـ وينيبيغ بعنوان "No Holds Barred" مع Joe Aiello على اذاعة 92 CITI FM
في 18 أكتوبر 2016، أطلق كاليس ملفًا صوتيًا جديدًا مع صديقه الكندي لانس ستورم الذي يدعى Killing the Town مع ستورم وسايروس. عرض جزء من شبكة جيريكو عبر موقع بودكاست وان PodcastOne.

### اتحاد نيو جابان برو ريسلينج (2017 إلى الوقت الحاضر)
في 17 يناير 2017، أعلن كاليس أنه قبل منصبًا ليصبح المعلق الإنجليزي لاتحاد ان جي بي دبليو أحداث New Japan Pro Wrestling التي تبث علي شبكة ان جي بي دبليو ورلد، ويعمل جنبًا إلى جنب مع كيفين كيلي، ليحل محل ستيف كورنيو.
في 11 ديسمبر في بطولة دوري الفرق 2017 في النهائي ظهر كاليس كجزء من الهجوم قام به كريس جيريكو على كيني أوميغا.

### امباكت ريسلينج (2017 حتى الآن)
في 5 ديسمبر 2017، أعلنت شركة امباكت ريسلينج عن تعين دون كاليس كنائب الرئيس التنفيذي الجديد للاتحاد، إلى جانب سكوت دي امور.
في 22 أبريل 2018، ظهرت كاليس كمعلق على عرض ريديمشين بالإضافة إلى الحلقة الامباكت التالية لعرض ريديمشين. أثناء صيف وخريف عام 2018، ظهر دون كاليس بانتظام إلى جانب جوش ماثيوز كمعلق، ويبدو الآن أن كاليس قد أصبح المعلق الدائم للاتحاد بعد مغادرة ذا بوب والتجارب الحديثة في استخدام سونجاي دات كمعلق أثناء إصابته قبل مغادرته لدبليو دبليو أي.

## البطولات والإنجازات
- اتحاد بوردر تشامبيون شيب ريسلينج 
  - بطولة فرق Can-Am BCW للفرق (مرة واحدة) - مع تيري تايلور [2] [5]
- اتحاد لوت لاناوديير
  - بطول Lutte Lanaudière للفرق (مرة واحدة) - مع ايل ديبليرو [5]

- اتحاد ويست فور ريسلينج اليانز / النترناشونال ريسلينج اليانز
  - بطولة IWA العالم الوزن الثقيل (2 مرات) [5]
  - بطولة WFWA الكندية للوزن الثقيل (5 مرات) [2] [5]

اقرا أيضا عن
- فريق الشبكة
- فريق الشذوذ
- فريق لجنة الحقيقة

1. 1 2 3 4 5 6 7 8 9 10 11 12  "Cyrus". Cagematch.de. مؤرشف من الأصل في 2019-10-12. اطلع عليه بتاريخ 2017-06-25.
2. 1 2 3 4 5 6 7 8  Harris M. Lentz III (21 أكتوبر 2003). Biographical Dictionary of Professional Wrestling, 2d ed. McFarland. ص. 78. ISBN:978-1-4766-0505-0. مؤرشف من الأصل في 2020-03-13.
3. ↑  آر. د. رينولدز (16 نوفمبر 2010). The Wrestlecrap Book of Lists!. ECW Press. ص. 185. ISBN:978-1-55490-287-3. مؤرشف من الأصل في 2020-03-13.
4. ↑  James Dixon؛ وآخرون (17 ديسمبر 2015). The Complete WWE Guide Volume Six. Lulu.com. ص. 296. ISBN:978-1-326-50746-6. مؤرشف من الأصل في 2020-01-05.
5. 1 2 3 4 5  "Cyrus – Titles". Cagematch.de. مؤرشف من الأصل في 2019-10-12. اطلع عليه بتاريخ 2017-06-25.
6. ↑  "HERE'S OUR BROADCAST TEAM". ALL IN 2018. مؤرشف من الأصل في 2020-03-13. اطلع عليه بتاريخ 2018-07-23.
7. ↑  Brian Fritz؛ Christopher Murray (16 نوفمبر 2010). Between the Ropes: Wrestling's Greatest Triumphs and Failures. ECW Press. ص. 250. ISBN:978-1-55490-268-2. مؤرشف من الأصل في 2017-03-24.
8. ↑  Cyrus، Lance Storm and. "PodcastOne: Killing the Town". podcastone.com. مؤرشف من الأصل في 2018-10-12. اطلع عليه بتاريخ 2018-06-08.
9. ↑  Currier، Joseph (17 يناير 2017). "NJPW World finds its new lead English color commentary voice". نشرة ريسلينغ أوبزرفر الإعلامية. مؤرشف من الأصل في 2018-06-29. اطلع عليه بتاريخ 2017-01-17.
10. ↑  Currier، Joseph (5 ديسمبر 2017). "Scott D'Amore & Don Callis named executive VPs of Impact Wrestling". نشرة ريسلينغ أوبزرفر الإعلامية. مؤرشف من الأصل في 2019-04-01. اطلع عليه بتاريخ 2017-12-05.

## روابط خارجية
- دون كاليس على موقع IMDb (الإنجليزية)
- دون كاليس على موقع قاعدة بيانات الفيلم (الإنجليزية)
- دون كاليس على موقع CageMatch worker (الإنجليزية)
- دون كاليس على موقع عالم المصارعة على الإنترنت (الإنجليزية)

- CyrusOverHuge على تويتر.
- دون كاليس في قاعدة بيانات الأفلام على الإنترنت